# Comuna Håbo
Håbo (Håbo kommun) este o comună din comitatul Uppsala län, Suedia, cu o populație de 22.765 locuitori (2022).

## Geografie

### Zone urbane
Lista celor mai mari zone urbane din comună (anul 2015) conform Biroului Central de Statistică al Suediei:
| Nr | Zona urbană      | Pop.   |
| -- | ---------------- | ------ |
| 1  | Bålsta           | 13.138 |
| 2  | Slottsskogen     | 1.506  |
| 3  | Skörby           | 1.220  |
| 4  | Råby             | 924    |
| 5  | Krägga           | 525    |
| 6  | Söderskogen      | 378    |
| 7  | Vibyäng          | 311    |
| 8  | Häggeby și Vreta | 261    |

## Demografie
| \| Evoluția demografică în comuna Håbo, 1970–2015 \| Evoluția demografică în comuna Håbo, 1970–2015 \| Evoluția demografică în comuna Håbo, 1970–2015 \| Evoluția demografică în comuna Håbo, 1970–2015 \| Evoluția demografică în comuna Håbo, 1970–2015 \| \| ----------------------------------------------------------------------------------------------------- \| ---------------------------------------------- \| ---------------------------------------------- \| ---------------------------------------------- \| ---------------------------------------------- \| \| An \| \| \| Locuitori \| \| \| 1970 \| 1970 \| \| 6118 \| 6118 \| \| 1975 \| 1975 \| \| 9987 \| 9987 \| \| 1980 \| 1980 \| \| 13301 \| 13301 \| \| 1985 \| 1985 \| \| 13876 \| 13876 \| \| 1990 \| 1990 \| \| 15209 \| 15209 \| \| 1995 \| 1995 \| \| 16874 \| 16874 \| \| 2000 \| 2000 \| \| 17468 \| 17468 \| \| 2005 \| 2005 \| \| 18569 \| 18569 \| \| 2010 \| 2010 \| \| 19629 \| 19629 \| \| 2015 \| 2015 \| \| 20279 \| 20279 \| \| Sursa: SCB - Statistika Centralbyrån, Folkmängd efter region, civilstånd, ålder och kön. År 1968–2016 \| \| \| \| \| |      |  |           |       |
| Evoluția demografică în comuna Håbo, 1970–2015 |      |  |           |       |
| An |      |  | Locuitori |       |
| 1970 | 1970 |  | 6118      | 6118  |
| 1975 | 1975 |  | 9987      | 9987  |
| 1980 | 1980 |  | 13301     | 13301 |
| 1985 | 1985 |  | 13876     | 13876 |
| 1990 | 1990 |  | 15209     | 15209 |
| 1995 | 1995 |  | 16874     | 16874 |
| 2000 | 2000 |  | 17468     | 17468 |
| 2005 | 2005 |  | 18569     | 18569 |
| 2010 | 2010 |  | 19629     | 19629 |
| 2015 | 2015 |  | 20279     | 20279 |
| Sursa: SCB - Statistika Centralbyrån, Folkmängd efter region, civilstånd, ålder och kön. År 1968–2016 |      |  |           |       |